# Cucumaria fallax
Cucumaria fallax är en sjögurkeart som beskrevs av Ludwig 1894. Cucumaria fallax ingår i släktet Cucumaria och familjen korvsjögurkor. Inga underarter finns listade i Catalogue of Life.